# Steffensminne
Steffensminne är en bebyggelse i Alsters socken i Karlstads kommun, Värmlands län. SCB klassade Steffensminne som en småort från 1995 till 2015 för att därefter räkna den som en del av tätorten Edsgatan. 2023 klassades området åter som en separat småort